# HAKONIWA
HAKONIWA（ハコニワ）は、キエるマキュウの5枚目のスタジオ・アルバムである。

## 概要
前作以来、約9年ぶりに発売されたアルバム・前作と同じく初回限定盤のみに全17曲のinstrumental CDが収録されている。KASHI DA HANDSOME、GO、PRIMAL、MEGA-Gが客演で参加。キエるマキュウ単体の作品ではKASHI DA HANDSOMEが三度目の客演となる。これまでの作品と異なり全ての曲のタイトルが英字か数字で統一されているのが特徴。2013年6月20日、アートワーク、内容を変えたアナログ盤『HAKONIWA (Special Vinyl Edition)』が発売。2013年7月14日にメンバーであるMAKI THE MAGICが脳内出血で急逝したため、キエるマキュウとして本作が事実上最後のオリジナル・アルバムとなった。

## 収録曲

### DISC1
DISC2はAll Instrumental
1. Mawase Roulette
2. Wild Bunch
3. Somebody Got Murdered
4. Hakoniwa
5. Chiisana Taiken
GOとKASHI DA HANDSOMEが客演で参加。
6. Mirai
7. 107
8. Explorer
9. Moment
10. Makyu Hannibal
11. Cannon
12. Meteor
13. Shinsoubako
14. Vibes 88
15. Strong Island
PRIMALとMEGA-Gが客演で参加。
16. Communication Breakdown
17. Marvin